# Naturschutzgebiet Feuchtwald an der Burg
Das Naturschutzgebiet Feuchtwald an der Burg mit einer Größe von 2,3 ha liegt südwestlich von Heringhausen im Gemeindegebiet von Bestwig. Das Gebiet wurde 2008 mit dem Landschaftsplan Bestwig durch den Hochsauerlandkreis als Naturschutzgebiet (NSG) ausgewiesen.

## Gebietsbeschreibung
Beim NSG handelt es sich um ein Waldgebiet mit Erlen-Eschenwald mit Sicherquellen und Diabasfelsblöcken.

## Schutzzweck
Das NSG soll das Waldgebiet mit seinem Arteninventar schützen.
Wie bei allen Naturschutzgebieten in Deutschland wurde in der Schutzausweisung darauf hingewiesen, dass das Gebiet „wegen der Seltenheit, besonderen Eigenart und Schönheit des Gebietes“ zum Naturschutzgebiet wurde.